# The Violet Flame
Albums de Erasure
Snow Globe
(2013) Always - The Very Best of Erasure
(2015)
Singles
The Violet Flame est le titre du 15e album studio original du groupe britannique Erasure, sorti le 22 septembre 2014 au Royaume-Uni.
Selon les interviews audio de Vince Clarke et Andy Bell publiées pour la promotion de l'album sur YouTube,, cet album fut volontairement orienté dance et fut entièrement réalisé avec des synthétiseurs à signaux analogiques. Pour la première fois de sa carrière, le groupe n'aura utilisé ni piano ni guitare pour créer ses chansons, ayant composé The Violet Flame directement sur ordinateur. C'est également la première fois que le duo partage les crédits en tant qu'auteur des chansons avec une tierce personne, en l'occurrence Richard X, producteur et remixeur britannique surtout connu pour son travail avec des groupes à dominante électro comme Depeche Mode, les Pet Shop Boys et Goldfrapp, ainsi qu'avec le girl group les Sugababes. Richard X aura ainsi contribué à l'écriture des paroles de certaines chansons de The Violet Flame. L'unique précédent de co-écriture d'une chanson d'Erasure remonte à 1997, avec la chanson First Contact (en Face B du single Rain) qui impliqua cinq co-auteurs, dont Vince Clarke et Andy Bell eux-mêmes.
Choisi par Andy Bell, le titre de l'album The Violet Flame fait directement référence à la pratique méditative du même nom. Devenu adepte du Reiki au début des années 2000, le chanteur s'est trouvé -selon ses dires- aidé par cette spiritualité New Age dite de "la Flamme Violette" (souvent associée au Reiki) pour surmonter certains évènements pénibles récemment survenus dans son existence.
Sans rapport avec le titre, le crâne fleuri représenté au centre de la pochette de l'album recycle l'esthétique des calaveras mexicains de la tradition du Jour des Morts. Contrairement au titre, ce thème graphique fut choisi fortuitement : en visite dans la ville de Miami à l'occasion de la composition de l'album, Vince Clarke fait la découverte de calaveras dans une boutique de souvenirs et considéra aussitôt qu'il pourrait servir de pochette pour l'album.
D'un point de vue commercial, encore loin d'égaler les scores des années fastes du groupe Erasure (de 1986 à 1995), l'album The Violet Flame reçut pourtant un accueil sensiblement meilleur que celui de ses prédécesseurs en réalisant le meilleur classement britannique pour un album d'Erasure depuis 2003 (no 20). De même, le groupe réapparut dans les charts de pays dont il était absent depuis 2005 :  no 37 en Suède, no 53 en Irlande et no 100 en Espagne. Mais c'est surtout aux États-Unis que la progression est la plus marquée en réalisant l'un des meilleurs classements américains de toute la carrière d'Erasure, au no 48 du Top albums 200 (Billboard 200). Au Danemark, The Violet Flame réalise même le meilleur classement album de toute la carrière d'Erasure dans ce pays, en y étant classé no 5. Ce redressement des classements doit toutefois être relativisé par sa brièveté : quel que soit le pays, le meilleur classement fut toujours obtenu pour la semaine de la sortie de l'album, les classements décrochant fortement dès la semaine suivante.
Outre la version proposée au téléchargement, The Violet Flame se décline en trois éditions physiques, toutes emballées dans un boîtier cartonné de type digipack : 
- une édition standard en simple CD qui contient 10 plages.
- une édition limitée en double-CD sous la forme d'un coffret cartonné qui inclut :

1. le CD de l'édition classique,
2. un petit concert du groupe enregistré en 2011,

- un coffret Deluxe limité à 3 500 exemplaires (tous écoulés en pré-vente avant la sortie de l'album), comportant

1. les deux CD de l'édition limitée double-CD,
2. un troisième CD de remixs des chansons de l'album,
3. quelques goodies : un verre, des cartes postales, un bloc de Post-it ainsi qu'un pin's...

La sortie de l'album fut précédée d'un single intitulé Elevation, et s'ensuivit d'une tournée promotionnelle internationale d'une soixantaine de dates programmées sur l'automne 2014. Un deuxième single, Reason, sortit le 24 novembre 2014 et un troisième single, Sacred, sort le 16 mars 2015.
Le 18 avril 2015, à l'occasion du Disquaire Day, sort une version vinyle de l'album comportant quelques titres de l'album en versions remixées inédites.

## Classement parmi les ventes d'albums
| Pays               | Meilleure position |
| ------------------ | ------------------ |
| Danemark           | 5                  |
| Royaume-Uni        | 20                 |
| République tchèque | 30                 |
| Suède              | 37                 |
| Allemagne          | 41                 |
| États-Unis         | 48                 |
| Irlande            | 53                 |
| Espagne            | 100                |

## Liste des plages

### Édition standard
1. Dead of Night
2. Elevation
3. Reason
4. Promises
5. Be the One
6. Sacred
7. Under the Wave
8. Smoke & Mirrors
9. Paradise
10. Stayed a Little Late Tonight

### Édition double-CD Bonus

#### CD-1
L'album original The Violet Flame
1. Dead of Night
2. Elevation
3. Reason
4. Promises
5. Be the One
6. Sacred
7. Under the Wave
8. Smoke & Mirrors
9. Paradise
10. Stayed a Little Late Tonight

#### CD-2
Erasure Live at the Short Circuit Festival 14/05/2011
1. Hideaway (live)
2. Fingers & Thumbs (Cold Summer's Day) (live)
3. Heavenly Action (live)
4. Always (live)
5. Ship of Fools (live)
6. Victim of Love (live)
7. Breathe (live)
8. Chains of Love (live)
9. Sometimes (live)
10. Blue Savannah (live)
11. A Little Respect (live)

### Édition en coffret Deluxe de trois CD

#### CD-1
L'album original The Violet Flame
1. Dead of Night
2. Elevation
3. Reason
4. Promises
5. Be the One
6. Sacred
7. Under the Wave
8. Smoke & Mirrors
9. Paradise
10. Stayed a Little Late Tonight

#### CD-2
Erasure Live at the Short Circuit Festival 14/05/2011
1. Hideaway (live)
2. Fingers & Thumbs (Cold Summer's Day) (live)
3. Heavenly Action (live)
4. Always (live)
5. Ship of Fools (live)
6. Victim of Love (live)
7. Breathe (live)
8. Chains of Love (live)
9. Sometimes (live)
10. Blue Savannah (live)
11. A Little Respect (live)

#### CD-3
The Violet Flame Remixed
1. Dead Of Night (WAWA In The Dark remix)
2. Elevation (BT remix)
3. Reason (Carter Tutti remix edit)
4. Promises (Astrolith remix)
5. Be The One (Paul Humphries remix)
6. Sacred (Daniel Miller remix)
7. Under The Wave (Parralox remix)
8. Smoke and Mirrors (Atatika remix)
9. Paradise (Black Light Odyssey remix)
10. Stayed A Little Late Tonight (Koishii & Hush v’s Ric Scott remix)

### Édition vinyle du "Disquaire Day" (2015)
The Violet Flame Remixes
1. Be The One (Paul Humphreys remix)
2. Under the Wave (The Car Crash Set remix)
3. Smoke and Mirrors (Factory Floor remix remix)
4. Elevation (Jack Antonoff remix)
5. Sacred (Phil Marriott & Rich B remix edit)
6. Paradise (Superhumanoids remix)